# Långsjöns naturreservat

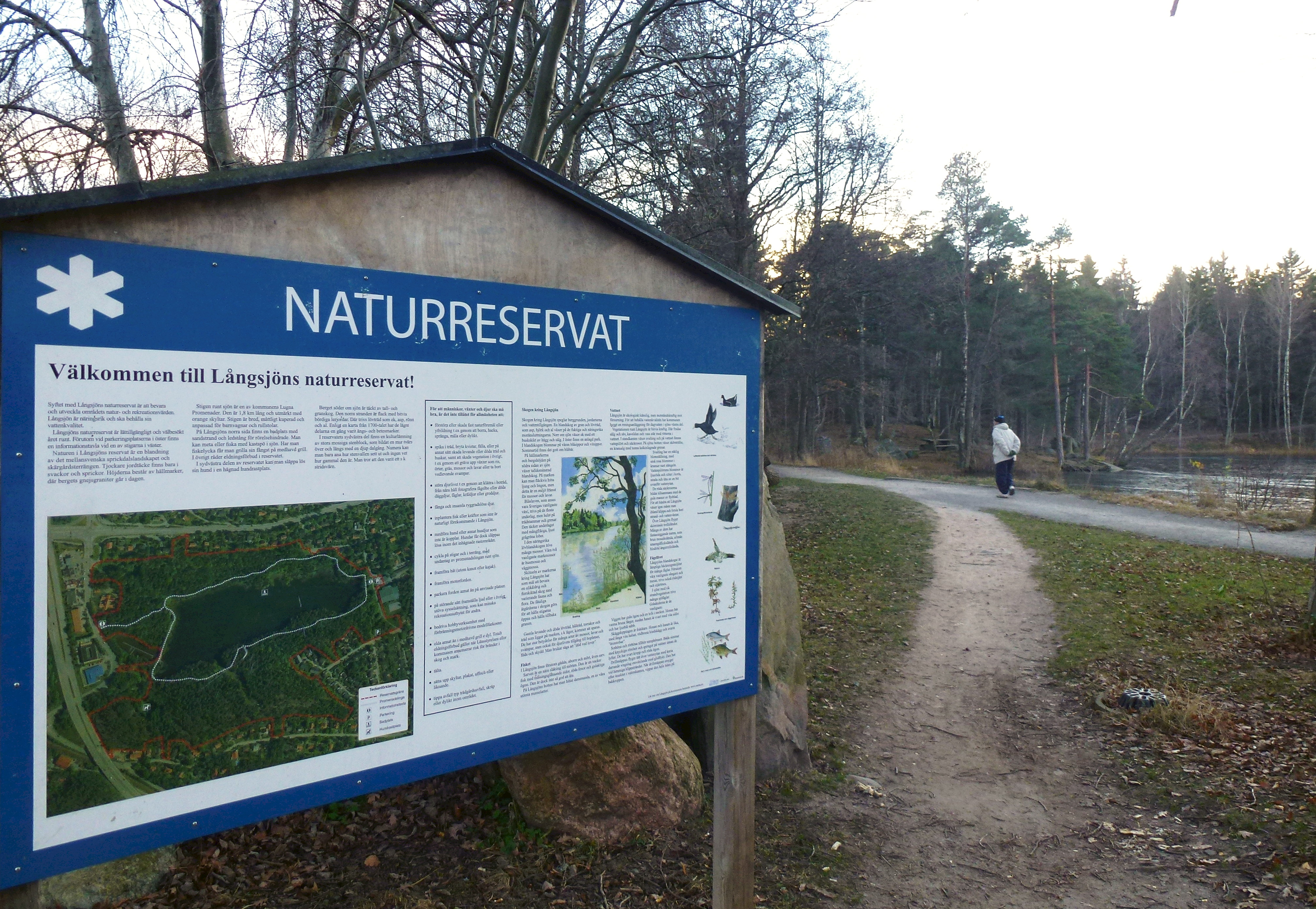
Långsjöns naturreservat, infotavla.

Långsjöns naturreservat är ett naturreservat i Nacka socken i Nacka kommun i Södermanland (Stockholms län). Reservatet som bildades år 2005 omfattar Långsjön och närmaste marken runt sjön. Naturreservatets totala area är cirka 23 hektar därav landarea cirka 16 hektar.

## Beskrivning
Syftet med reservatet är att bevara och om möjligt utveckla områdets användning för rekreation och naturupplevelser. Långsjön, som är klassad som ekologiskt känslig, skall bevara sin vattenkvalitet. 
Området är ett exempel på ett karaktäristiskt sprickdalslandskap i mellansverige med varierad och kuperad topografi. I sydvästra delen av området finns en kulturhistorisk lämning i form av ett skyddsvärn, bestående av stenvallar och rester av stenvallar. Berget i söder är täckt av tall- och granskog. Norra delen är flack och består av lerjordar. Enligt en karta från 1700-talet utgjordes de lägre delarna en gång av ängs- och betesmarker.
Runt sjön går en 1,8 kilometer lång promenadslinga kallad ”Lugna promenaden”.  På den kan personer med nedsatt rörlighet lätt ta sig fram. Kommunen har ordnat med rastplatser och Långsjön får nyttjas för bad och fiske.

## Bilder

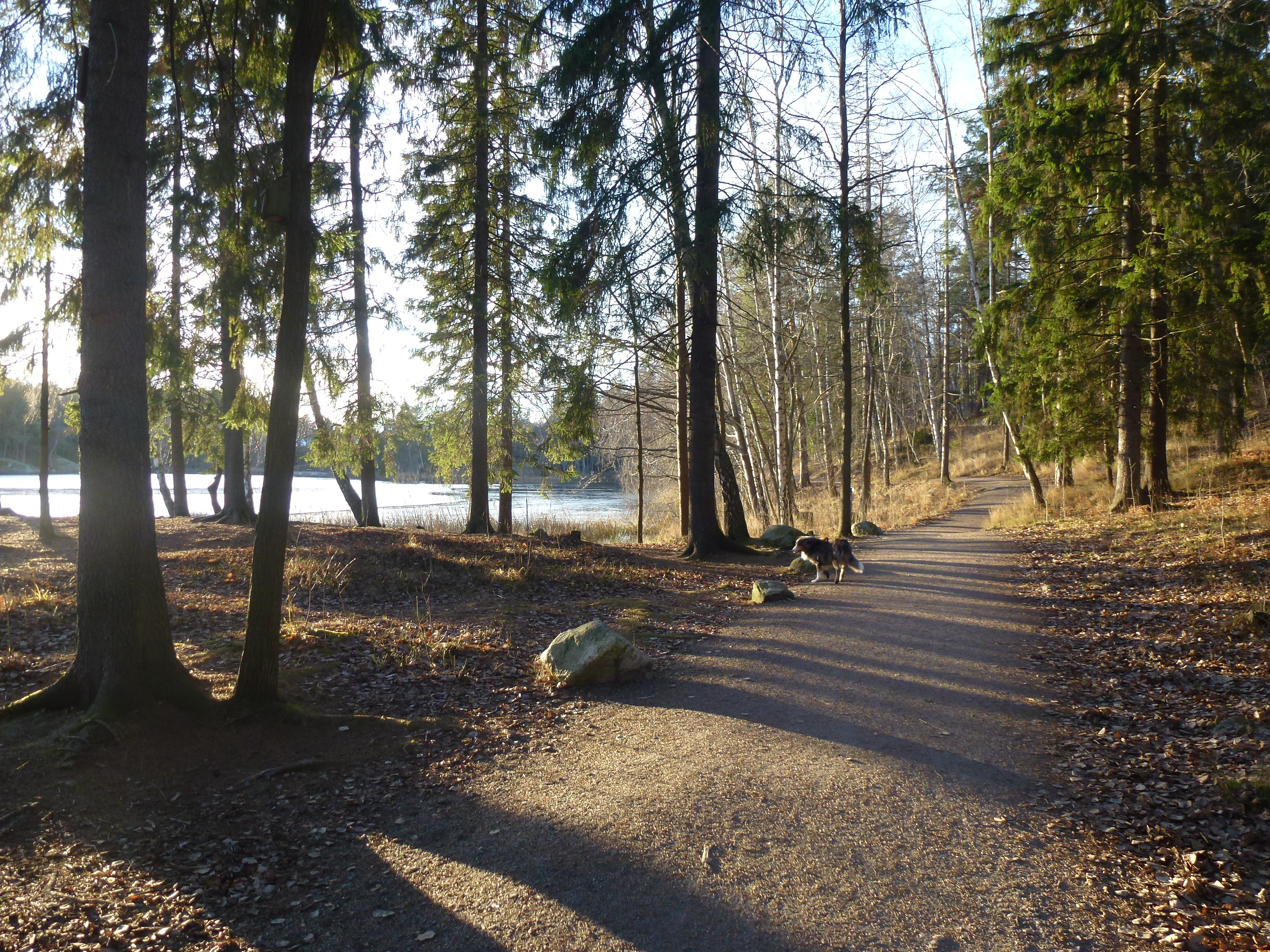
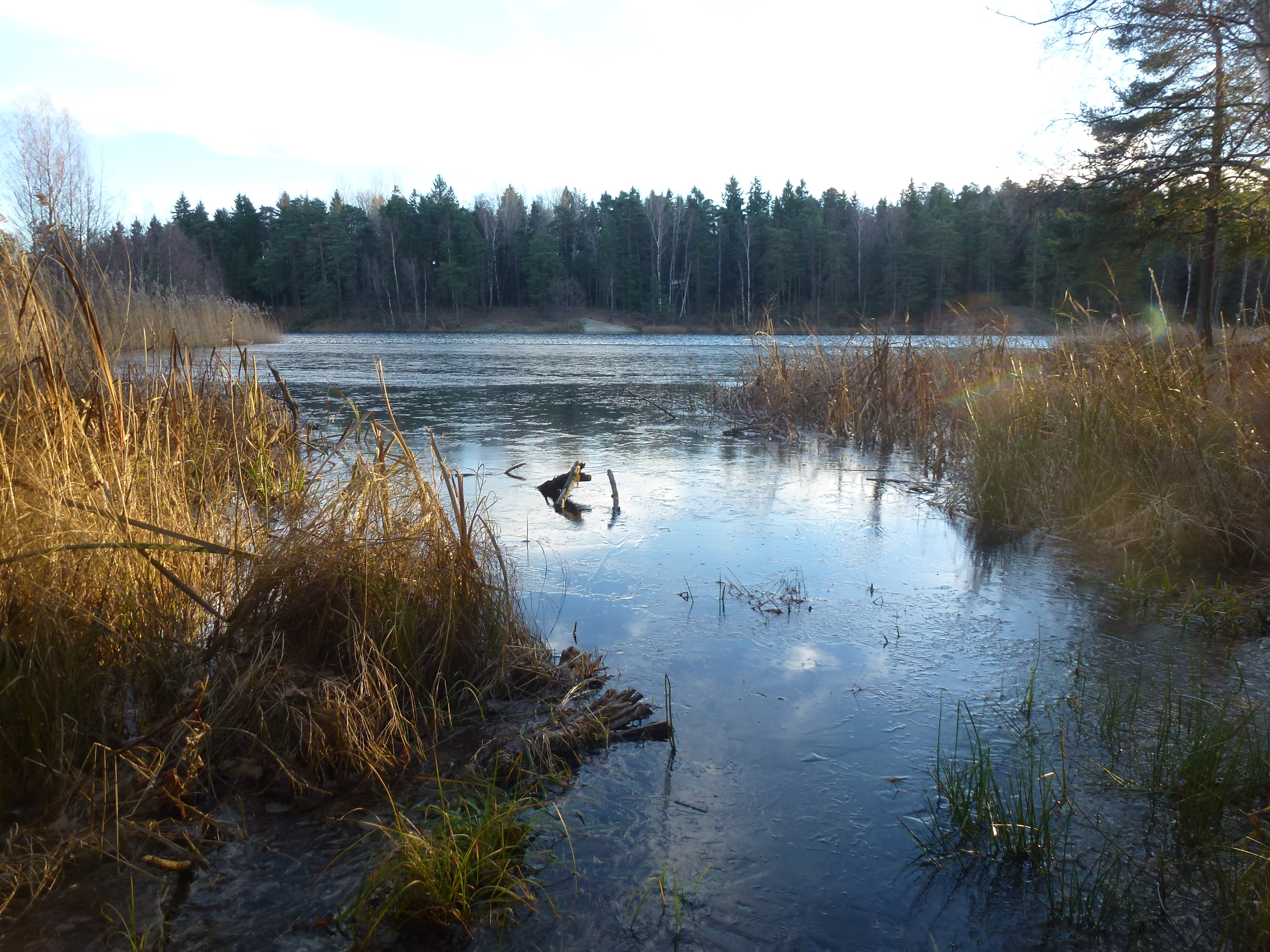
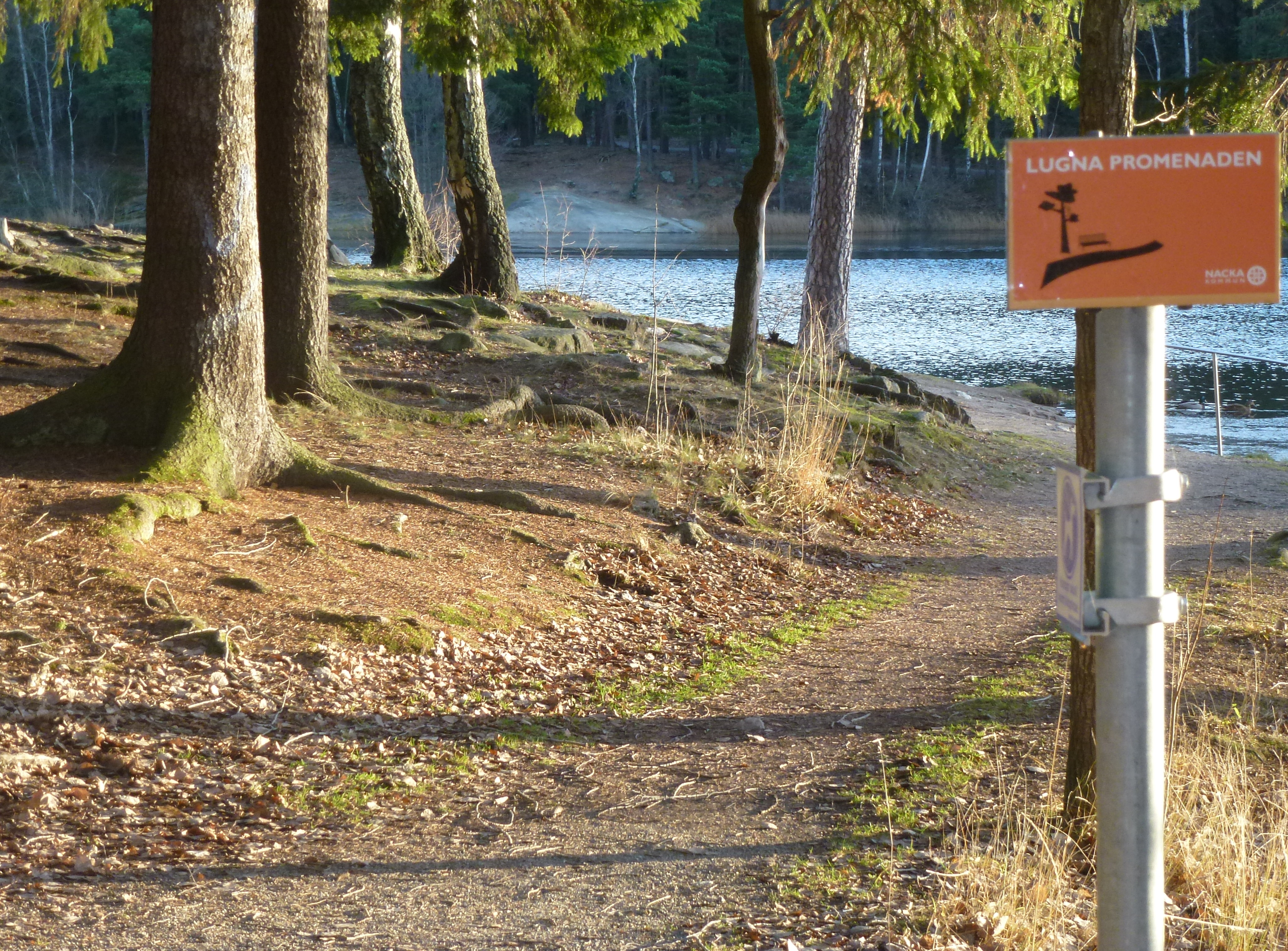